# Black Worcester (pera)
 'Black Worcester' es un cultivar antiguo de pera europea Pyrus communis. Una variedad de pera antigua de parentales desconocidos. Esta pera está muy presente en la campiña inglesa y es una de las peras más utilizadas en la elaboración del Perry. Las frutas son descritas como muy buenas.

## Sinonimia
- "Pera Negra de Worcester",
- "de Livre",
- "'Worcester negro'".[4]

## Origen
Según la tradición en Worcestershire que durante la visita de la reina Isabel I de Inglaterra a Worcester en 1575 vio un peral cargado de peras negras, que había sido trasladado de los jardines de las Damas Blancas y vuelto a plantar en su honor junto a la puerta por la que se encontraba la reina, para entrar a la ciudad. Al darse cuenta del árbol, se dice que Isabel ordenó a la ciudad que agregara tres peras a su escudo de armas.
La pera 'Black Worcester' pudo haber sido introducida originalmente en el país por los romanos y se registró por primera vez en la abadía cisterciense de Wardon Abbey en Bedfordshire en el siglo XIII. Es el cultivar de peras más antiguo de su tipo, un grupo al que se le dio el nombre de peras "guardián" o "wardon". Posiblemente sea el mismo cultivar que la pera francesa 'de Livre'.
La historia de Worcestershire y los nombres de lugares están plagados de referencias a las peras, lo que indica su importancia cultural y económica pasada para la región. Los condados de Worcestershire, Herefordshire y Gloucestershire fueron el foco de la introducción de las peras en Inglaterra por parte de los normandos y se han cultivado desde entonces. Las plántulas de los árboles originales dieron lugar a variedades específicas para comer, cocinar y producir perry.
'Black Worcester' fue registrado como cultivado por monjes en la Abadía ya en 1388. Conservaban la fruta, que formaba una parte importante de la dieta de invierno hasta que se introdujeron los cultivos de raíces. La fruta es más grande que el promedio y la pulpa dura y áspera, pero se informa que es excelente cuando se cuece. También puede haber sido utilizado para hacer perry.
En las décadas de 1990 y 2000, el Consejo del Condado de Worcestershire creó un esquema de "Árboles frutales para Worcestershire", en el que se plantaron varios cientos de perales 'Black Worcester' jóvenes. El cultivar es un nombre aceptado provisionalmente por la RHS.
'Black Worcester' está cultivada en diversos bancos de germoplasma de cultivos vivos tales como en National Fruit Collection (Colección Nacional de Fruta) de Reino Unido con el número de accesión: 1935-054 y Nombre Accesión : Black Worcester.

## Heráldica

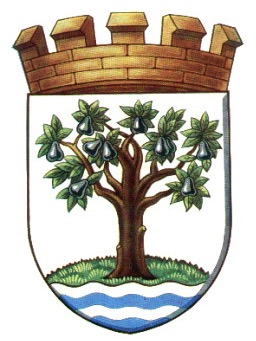
Armas del "Consejo del condado de Worcestershire", con un árbol con peras negras

Las peras formaron parte de las provisiones de las tropas en Agincourt en 1415, donde los arqueros de Worcestershire portaban pancartas que representaban un peral cargado de frutas. 
El poema de la batalla de Michael Drayton, señala 

"Wor'ster, un peral cargado de su fruto".

En la visita de la reina Isabel I de Inglaterra a la ciudad de Worcester en agosto de 1575, las autoridades de la ciudad ordenaron trasplantar un árbol cargado de frutos de pera negra al "Foregate" de "Whystone Farm", en su honor. Tan admirada estaba de la buena gestión que había permitido que la fruta quedara sin cosechar y presentara un aspecto impresionante en el árbol, que concedió un aumento de honor al cantón, encargando se agregaran "tres peras sable" al escudo de armas de la ciudad. 
Hasta 1956, la "Caballería Yeomanry de Worcestershire" ha utilizado una imagen de la flor de pera como insignias. Todavía se usa en la insignia del Consejo del Condado y del Club de Cricket del Condado.
Variedades específicas de pera rara vez se mencionan en los blasones heráldicos, aunque las "peras de Warden" están blasonadas como armas de canto de la familia de Warden. Las peras aparecen en los brazos inclinados de las familias de Parincheff y Periton. 

## Características
'Black Worcester' árbol de extensión erguida, de vigor moderadamente vigoroso. Tiene un tiempo de floración que comienza a partir del 18 de abril con el 10% de floración, para el 22 de abril tiene una floración completa (80%), y para el 3 de mayo tiene un 90% caída de pétalos. Tiene una abundante producción de frutas.
'Black Worcester' tiene una talla de fruto de medio a grande; forma variable redonda, ovoide, cónica, con un peso promedio de 177,00 g; con nervaduras medias; epidermis con color de fondo verde, con un sobre color granate oscuro a negro, importancia del sobre color medio, y patrón del sobre color chapa, presentando abundantes lenticelas blanquecinas, "russeting" (pardeamiento áspero superficial que presentan algunas variedades) alto (51-75%); cáliz medio y abierto, ubicado en una cuenca de profundidad media; ojo abierto; pedúnculo de una longitud de medio a largo, con un ángulo recto, con una curva muy débil, y un grosor de fino a medio; carne de color crema. Textura dura, granulosa, para comerla es necesario cocinarla y se descubre su auténtico sabor, muy bueno.
Su tiempo de recogida de cosecha se inicia a finales de septiembre. Hace una perada de sabor medio ácido / tanino.

## Cultivo
Para injertar los perales, en tiempos antiguos se utilizaba como portainjerto un pie de Pyrus sylvestris lo que le daba al peral un gran porte, en los tiempos actuales se utiliza de portainjerto un pie de membrillo de Provenza lo que le reduce el porte del árbol.
La producción se verá favorecida por la presencia de variedades polinizadoras como las peras: 'Pear Beth', 'Conference', 'Doyenné du Comice', 'Fondante d'Automne', 'Josephine de Malines', 'Louise Bonne of Jersey', 'Merton Pride', y 'Winter Nelis'.